# The Nightmare Before Christmas: Oogie’s Revenge
The Nightmare Before Christmas: Oogie’s Revenge (с англ. — «Кошмар перед Рождеством: Месть Уги-Буги Мена») — компьютерная игра 2004 года, разработанная Tose для PlayStation 2 и Xbox. Издателем игры в Японии и Европе выступила компания Capcom, а в Северной Америке — Buena Vista Games. Игра основана на мультфильме 1993 года «Кошмар перед Рождеством» и разворачивается через год после его событий.
Oogie’s Revenge была выпущена в Северной Америке одновременно с The Nightmare Before Christmas: The Pumpkin King для Game Boy Advance, которая является приквелом к фильму.

## Сюжет
Год спустя после событий фильма, городское собрание объявляет награды: Джек Скеллингтон получает награду «за самое большое нелепое событие». После этого, Джеку опять становится скучно и он разговаривает с Доктором Финкельштейном о новом Хэллоуине, с новыми страхами и открытиями. Доктор дает Джеку «Похититель Душ», зелёное, плетевидное оружие, которое может изменять форму, сыграть любую музыку и вернуть к жизни Уги в его же тело. Уги захватывает контроль над Хэллоуин-Тауном и использует трюки граждан в создании ловушек (говоря, что Джек ушёл, потому что это не было достаточно опасно), промывает мозги доктору Финкельштейн и сажает в тюрьму-склеп Салли, и захватывает пять праздничных мировых лидеров (за исключением Санта-Клауса и самого Джека). Буги Мен планирует стать Королём всех праздников, когда он берет на себя управление Рождеством. Но 23 декабря, Салли удается отправить волшебный бумажный самолётик, чтобы найти Джека, чтобы предупредить его о том, что произошло. Джек возвращается на родину 24 декабря в канун Рождества, чтобы увидеть группу скелетов. Затем он останавливает их, только чтобы найти тень Уги. После победы над тенью Буги-Мена, он получает дверь праздника Хэллоуин и находит все обманки Уги в созданных им опасных минах-ловушках. Джек должен спасти граждан Хэллоуин от правления Уги, но в то же время пытаясь раскрыть его сумасшедший план.
Джеку удается победить скелетов и призраков, фаворитов Уги (по-видимому, созданных доктором Финкельштейн). Затем он идет на кладбище. Висячее Дерево говорит Джеку, что его Висячие люди сбежали. Джек быстро находит их и уходит, чтобы спасти Салли. Он работает в Lock, который посылает много скелетов, чтобы остановить Джека. Однако, Джек побеждает их. Джек опускается в склеп, чтобы найти Салли. Оказавшись внутри, пауки и призраки случайно выскочили из гробов, чтобы он не добрался до центра. Он и Салли решают, что они должны работать на пару, когда гигантский паук цепляет Салли к потолку и нападает на Джека. Джек побеждает паука, спасает Салли и получает дверцу Св. Валентина. Когда Джек и Салли вышли из склепа, Салли говорит Джеку: «Мы все в безопасности, когда наш Повелитель Тыкв рядом». Давая Джеку идею использовать свой контроль над тыквами, чтобы победить монстров Уги.
Салли затем говорит, что она беспокоится о докторе Финкельштейн, и Джек отправляется на его поиски. Он приближается к лаборатории доктора, когда Игорь говорит, что он не может пройти из-за строгих приказов. Игорь говорит, что если кто-то проходит, то он не получает костяных печений. Джек дает Игорю коробку печенья, получая возможность войти. Внутри, Джек находит мозги доктора, которые нападают на него. Джек возвращается к доктору, чтобы переключить его мозг обратно. Джек потом идет во двор мэрии, чтобы спасти братьев-вампиров. Каждый вампир дает Джеку ключ к дому мэра. Джек находит мэра и останавливается банду Уги. Однако, они бросают его в огромный лабиринт, заполненный ловушками. Джек убегает в лабиринт и просит мэра освободить лидеров праздников.
Джек вскоре осознает, Уги хочет убить Санту, и едет к Рождеству. Джек спасает Санту из поезда, изменив трек, но Уги, впав в ярость из-за того, что Джек постоянно мешает ему, уходит в сани Санты для рождественских подарков. К счастью, Салли приносит сани Джеку и он с Сантой гонятся за Уги. Уги выпадает из рождественской упряжки в мире мусора, после испугавшись одной из Джек-в-коробке и тоже Джека. Все видят бой между Джеком и Уги через фонтан и уничтожение угрозы. Позже, Джек извиняется перед Сантой, почти губя Рождество ещё раз, но имеющий изменения в сердце о скелете, Санта благодарит его за спасение его жизни. После этого приключения, Джек понимает, что его дом и близкие куда важнее, чем новые открытия. История заканчивается во многом так же, как и фильм, но не с Джеком и Салли.

## Разработка
Игра была анонсирована на E3 2005.

## Оценки
| Сводный рейтинг    | Сводный рейтинг | Сводный рейтинг |
| Издание            | Оценка          | Оценка          |
| Издание            | PS2             | Xbox            |
| ------------------ | --------------- | --------------- |
| GameRankings       | 64,95 %         | 66,46 %         |
| Metacritic         | 65/100          | 65/100          |
| Иноязычные издания |                 |                 |
| Издание            | Оценка          | Оценка          |
| Издание            | PS2             | Xbox            |
| 1UP.com            | C               | N/A             |
| Eurogamer          | 5/10            | N/A             |
| Famitsu            | 29/40           | N/A             |
| Game Informer      | 5/10            | 5/10            |
| GameSpot           | N/A             | 6,4/10          |
| GameSpy            | [ 11 ]          | N/A             |
| GameTrailers       | 6,2/10          | 6,2/10          |
| GameZone           | 7,6/10          | N/A             |
| IGN                | 6/10            | N/A             |
| OPM                | [ 15 ]          | N/A             |
| OXM                | N/A             | 7,1/10          |
| The Times          | [ 17 ]          | [ 17 ]          |

The Nightmare Before Christmas: Oogie’s Revenge получила смешанные оценки от игровых ресурсов. Версия для Xbox получила 66,46% и 64,95% для PlayStation 2 на агрегаторе рецензий GameRankings, на Metacritic игра получила 65 баллов из 100 для обеих консольных версий. В своей рецензии на игру IGN написал: «Отполированный геймплей и слабый темп не сделают игру выдающимся произведением, каким бы очаровательным ни был исходный материал», поставив игре общую оценку 6/10. Gametrailers.com раскритиковал игру за камеру и сюжет, который, по их мнению, слишком многое копирует из фильма, а не предлагает что-то действительно оригинальное. Тем не менее, издание The Times поставило игре пять звезд и отметило: «Это приключение выглядит великолепно, в его пейзажах преобладают искривленные здания и задумчивое серое небо; управлять Джеком просто, а персонажи хорошо проработаны. Идеальная детская игра».